# 접지전사
《접지전사》(摺紙戰士)는 타이완의 만화가 저우셴쭝이 만든 만화이자, 이를 원작으로 대한민국(동우에이앤이) · 일본 · 중화민국이 공동 제작한 애니메이션이다.
대한민국에서는 SBS에서 2006년 1월 13일부터 2007년 3월 14일까지 방송되었다.

## 캐릭터
- 왕지철
- 정여린
- 서대진
- 퉁이
- 현달국
- 광룡
- 여미소
- 주대인
- 맹주
- 블루투스
- 쿠쿠
- 브리짓
- 홍란
- 헤이랑로우
- 헤이랑제제
- 메이메이

## 에피소드
- 제01회: 소환, 접지야수!
- 제02회: 나오너라! 오렌지용, 보라 독수리!
- 제03회: 난 재스민이야
- 제04회: 퉁이가 접으면 달라요~
- 제05회: 보여주세요! 다층구슬~
- 제06회: 조심해, 이건 장난이 아니야!
- 제07회: 가고 싶어요, 평화반점! 데려가 주지...
- 제08회: 피라미드, 그 안으로! 힘들걸...
- 제09회: 모험은 여기서 끝인거야? 무슨 소리, 다 방법이 있어!
- 제10회: 하늘이시여, 정녕 이것이 제가 접은 것입니까?
- 제11회: 황금용과 황금늑대! -누가 이길까?-
- 제12회: 비밀의 석탑, 문을 열어라!
- 제13회: 동그란 거, 그거 열쇠야!
- 제14회: 다층구슬의 세계 일주!
- 제15회: 여린아, 미안해!
- 제16회: 여린아, 기다려. 지금 갈게!
- 제17회: 여린아, 어디 있니?
- 제18회: 여린아, 돌아와 줘!
- 제19회: 우리는 돌아가고 싶어!
- 제20회: 깨어나라, 석탑이여!
- 제21회: 파이탄, 따라가면 안 돼!
- 제22회: 선생님도 접지전사?
- 제23회: 토끼야, 토끼야, 넌 누구니?
- 제24회: 파이탄 넌 내가 지켜 줄게! 됐거든, 난 꽃미남이 좋아!
- 제25회: 솟아나라, 석탑이여!
- 제26회: 정령계여 깨어나라!
- 제27회: 다시 처음으로
- 제28회: 광룡님~ 이리 와~ 어서 와~
- 제29회: 태양, 삼각형, 그리고 사자
- 제30회: 접지전사 그것이 알고 싶어요
- 제31회: 아짐에는 자명종 저녁에는 벌거숭이
- 제32회: 우리를 달로 보내줘
- 제33회: 백금컵은 내 거야!
- 제34회: 호화 여객선은 싫어
- 제35회: 광룡아, 내가 엄마야
- 제36회: 하오롱, 우리는 너를 원해!
- 제37회: 책 속에 진실이…
- 제38회: 하오롱을 지켜라!
- 제39회: 신나는 이탈리아 여행
- 제40회: 열려라 달의 길!
- 제41회: 접지신선은 누구?
- 제42회: 용의 형제
- 제43회: 달의 늑대 너희들 도대체 누구야?
- 제44회: 메카 접지의 완성
- 제45회: 늑대를 잡으려면 늑대 굴로 가야지
- 제46회: 회색쥐 정체를 밝혀라!
- 제47회: 달의 길을 여는 열쇠는?
- 제48회: 다층 구슬은 우리 거야!
- 제49회: 되살아나는 악몽
- 제50회: 악의 화신 펜리르
- 제51회: 퉁아, 정령 에너지를 막아 줘!
- 제52회: 마음과 힘을 하나로!

## 성우
- 이선주
- 정미숙
- 지미애
- 오인성
- 김승준
- 이선
- 엄상현
- 변현우
- 김서영
- 김지혜

## 스태프
오프닝 크레딧
- 기획: SBS
- 제작: 접지전사 제작위원회
- 원작: 「접지전사」 - 주현종
- 구성: 조정희 / 다케가미 준키
- 대본: 김언정 / 시즈야 이사오 / 오오하시 시키치 / 야마다 타카시 / 하야카와 타다시
- 캐릭터: 위현수 / 히로유키 타이가 / 마츠시타 히로미 / 타다노 카즈코
- 미술: 정윤철 / 하시 가츠히로
- 색채 설계: 이선호 / 나가이 루미코
- 테크니컬 디렉터: 남궁진
- 마케팅: 한창훈 / 김은주 / 박충석 / 국영자
- 홍보: 배선영
- 웹기획: 윤준영 / 정민수
- 디자인: 송청화 / 문세림
- 기획 프로듀서: 이경숙 / 김재영 / 권영숙
- 제작 프로듀서: 권호진 / 성하묵 / 노정현
- 애니메이션 프로듀서: 홍제미나 / 강석우 / 김정규 / 안유섭
- 총감독: 박우현
- 감독: 토모부키 아미

엔딩 크레딧
- 스토리 보드: 도모부키 아미, 오쿠라 히로미, 아카시 마사유키, 마스이 츠요시
- 연출 감독: 박시후
- 레이아웃: 김도환,이옥미
- 원화: 김도환, 성원용, 김정환, 이옥미, 고성운
- 원화작감: 김영훈
- 동화작감: 임혁, 최광한
- 동화: 김태정, 김남희, 최홍숙, 박미영, 최진희, 우금영
- 파이널: 남궁진
- 색지정: 이선호, 김지영
- 배경 감독: 최순철
- 배경: 오대환, 신희정, 황선화, 백진주, 양은아, 김의정, 내선경, 김양훈
- 스캔: 이미혜
- 채색: 김미선, 박나성, 양소정, 손희정, 허재영, 최혜영, 박정현
- 촬영: 박지원, 나은영, 최진식, 최덕규
- 편집: 윤철희
- 제작: 이춘무, 김도영, 김희석, 김종민
- 종합 편집: 안재영(프로웍스)
- CG: 채인희
- 효과 제작: 진재훈(프로웍스)
- 음악: GOON
- 작곡: 오봉준
- 녹음: 박지원, 임영희
- 연출: 노정현
- 애니메이션 제작: 동우 애니메이션, (재)강원정보영상진흥원
- 기획: SBS
- 제작: SBS프로덕션

## 주제곡
- 동방신기 - Free yor Mind (오프닝곡)